# Sempulur
Sempulur is een bestuurslaag in het regentschap Boyolali van de provincie Midden-Java, Indonesië. Sempulur telt 1954 inwoners (volkstelling 2010).